# 저먼 셰퍼드

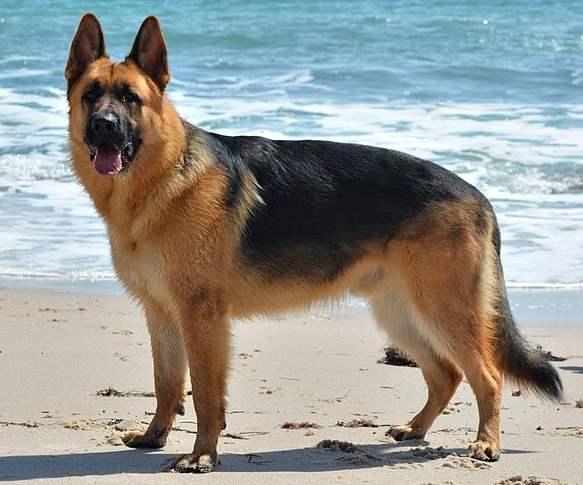
저먼 셰퍼드

저먼 셰퍼드(영어: German Shepherd, 독일어: Deutscher Schäferhund)는 독일의 견종이다.
몸은 빈틈이 없는 근육질이고 꼬리는 늘어졌다. 앞뒷다리는 비교적 짧지만 튼튼하고 실팍하다. 주둥이는 뾰족하고 눈은 크고 귀는 짧으며 똑바로 선다. 털은 짧지만 목과 가슴둘레의 털은 다소 길고 빽빽하다.
털 빛깔은 갈색, 회흑색, 담황갈색 또는 검은색과 갈색의 혼모 등이 있다. 후각·청각이 예민하고 동작이 민첩하며 군용견·반려견등으로 많이 사육되고 있다. 제1차 세계 대전이 일어날 때부터 이미 독일 전역에서 인기가 높았다. 당시 군용견으로 훈련을 받아 크게 활약했었다.

## 참고 문헌
- 이 문서에는 다음커뮤니케이션(현 카카오)에서 GFDL 또는 CC-SA 라이선스로 배포한 글로벌 세계대백과사전의 내용을 기초로 작성된 글이 포함되어 있습니다.

## 같이 보기
- 오스트레일리언 셰퍼드
- 잉글리시 셰퍼드
- 미니어처 아메리칸 셰퍼드